# Дуглас (лунный кратер)
Кратер Дуглас (лат. Douglass), не путать с кратером Дуглас на Марсе, — крупный древний ударный кратер в северном полушарии обратной стороны Луны. Название присвоено в честь американского астронома Эндрю Элликота Дугласа (1867—1962) и утверждено Международным астрономическим союзом в 1970 г. Образование кратера относится к нектарскому периоду.

## Описание кратера

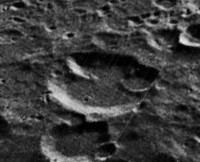
Снимок зонда Lunar Orbiter - V (север справа).

Ближайшими соседями кратера являются кратер Шарлье на западе; кратер Перрайн на севере-северо-западе; огромный кратер Ландау на севере-северо-востоке; кратер Фрост на северо-востоке; кратер Левкипп на юго-востоке; кратер Хатанака на юге и кратер Ковалевская на юго-западе. Селенографические координаты центра кратера 35°30′ с. ш. 122°43′ з. д. / 35,5° с. ш. 122,72° з. д., диаметр 51 км, глубина 2,3 км.
Кратер имеет полигональную форму и значительно разрушен за время своего существования. Вал сглажен, в южной, северной и северо-западной частях перекрыт приметными кратерами. К северо-восточной части вала примыкает сателлитный кратер Дуглас C (см. ниже). Северная часть вала слабо различима. Высота вала над окружающей местностью достигает 1120 м , объем кратера составляет приблизительно 1 910 км³. Дно чаши кратера ровное, в южной и северо-восточной части отмечено упомянутыми выше кратерами перекрывающими вал.  

## Сателлитные кратеры

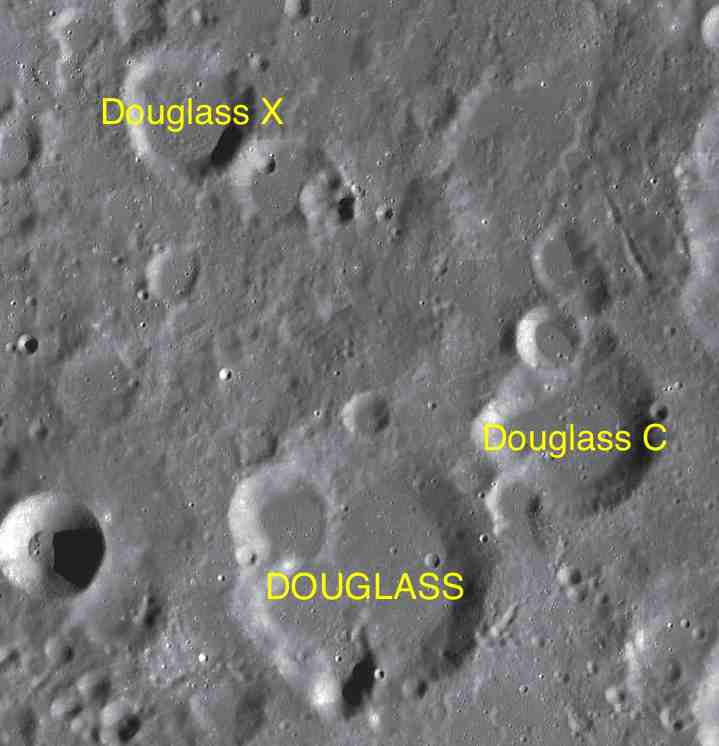
Фрагмент карты LAC-35.

| Дуглас | Координаты                                              | Диаметр, км |
| ------ | ------------------------------------------------------- | ----------- |
| C      | 36°17′ с. ш. 121°16′ з. д. / 36,29° с. ш. 121,27° з. д. | 28,5        |
| X      | 38°03′ с. ш. 124°05′ з. д. / 38,05° с. ш. 124,09° з. д. | 24,2        |

## См.также
- Список кратеров на Луне
- Лунный кратер
- Морфологический каталог кратеров Луны
- Планетная номенклатура
- Селенография
- Минералогия Луны
- Геология Луны
- Поздняя тяжёлая бомбардировка